# Sistemas de Informações de RH
Sistema de Informação de Recursos Humanos é um sistema utilizado para coletar, registrar, armazenar, analisar e recuperar dados sobre os recursos humanos da organização e de suas respectivas atividades. 
Existem dois objetivos básicos para se ter o sistema de informação sobre os funcionários. O primeiro é administrativo, ou seja, reduzir custos e tempo de processamento da informação.
O segundo é proporcionar suporte para decisão, ou seja, auxiliar os gerentes e os funcionários nas tomadas de decisões eficazes.
Há duas medidas para avaliar o Sistema de Informação de RH. A primeira relaciona-se com as economias decorrentes da redução das atividades administrativas, como redução de níveis de staff, custos de malotes, tempo de espera dos gerentes para obterem informações.
A segunda envolve o acompanhamento dos efeitos das informações do sistema para os tomadores de decisões. Essa medida mostra os reais benefícios do sistema.
O Sistema de Informação de RH possui softwares específicos com funções completas e avançadas para gerenciamento das pessoas.
Esses softwares auxiliam e permitem tomadas de decisões rápidas, proporcionando economia de tempo. Além de atenderem todas as normas e legislação trabalhista.
São flexíveis, geram os cálculos normais de folhas de pagamento, possuem os controles básicos, como de horários, férias, rescisões, acessos por portaria. 
Também são complementados com o gerenciamento de coeficientes como habilidades, desempenhos, segurança e medicina, planos de carreira e recrutamento e seleção.
Além disso, geram todos os tipos de arquivos legais como RAIS, DIRF; fazem o controle de EPI’s (equipamentos de proteção individuais), EPC’s (equipamentos de proteção coletivos), CIPA, CAT e brigadas de incêndio com componentes, atividades e treinamentos. 
Os softwares existentes no mercado costumam ter os seguintes módulos em comum: Avaliação de desempenho, Cargos e Salários, Controle de Benefícios, Controle de Frequência, Controle Jurídico, Folha de Pagamento, Medicina do Trabalho, Segurança do Trabalho, Recrutamento e Seleção e Treinamento.

## REFERÊNCIA
CHIAVENATO, Idalberto. GESTÃO DE PESSOAS: O NOVO PAPEL DOS RECURSOS HUMANOS NAS ORGANIZAÇÕES. Rio de Janeiro: Campus, 1999.